# Richard Valdov
Richard Valdov (* 9. Februar 1911 in Tallinn, Gouvernement Estland; † 8. November 1998 in Kenmore, Buffalo, Vereinigte Staaten) war ein estnischer Fußballspieler und Chemiker.

## Karriere
Richard Valdov spielte in seiner Fußballkarriere, von der nur die Jahre 1932 und 1933 bekannt sind, für den JK Tallinna Kalev und Tallinna JK aus der estnischen Hauptstadt Tallinn. In der Estnischen Fußballmeisterschaft 1933 wurde er mit 14 Treffern Torschützenkönig. Im selben Jahr lief er in einem freundschaftlichen Länderspiel der Estnischen Fußballnationalmannschaft gegen Litauen in Kaunas auf.

## Spätere Jahre
Im Jahr 1949 wanderte Richard Valdov mit seiner Frau und drei Kindern in die Vereinigten Staaten aus. Er arbeitete dort als Chemiker für die E. I. du Pont de Nemours and Company in Buffalo. Er starb nach langer Krankheit im Jahr 1998 im Alter von 87 Jahren in seinem Haus in Kenmore.